# Пламя островов
«Пламя островов» (англ. Flame of the Islands) — цветная мелодрама с элементами фильма нуар режиссёра Эдварда Людвига, которая вышла на экраны в 1956 году.
Фильм рассказывает о молодой привлекательной Розалинд Ди (Ивонн Де Карло), которая получив крупную сумму от вдовы своего богатого клиента, переезжает на Багамы, где покупает долю в шикарном частном клубе, который вместе с партнёрами по бизнесу Уэйдом Эвансом (Закари Скотт) и Сирилом Мейсом (Курт Казнер) превращает в элитное заведение для американских богачей. Одновременно она пытается возродить романтические отношения со своим былым возлюбленным из высшего общества (Говард Дафф), однако груз прошлого разрушает их отношения. Когда на клуб покушаются члены мафии, угрожая жизни Розалинд, на её защиту становится знакомый моряк и священник Келли Рэнд (Джеймс Арнесс), с которым она в итоге решает связать свою судьбу.
Фильм произвёл впечатление на критиков красотой Ивонн Де Карло и красотой съёмок на Багамских островах, но разочаровал неправдоподобными сюжетными ходами и банальным актёрским текстом.

## Сюжет
Молодая привлекательная Розалинд Ди (Ивонн Де Карло) работает в Нью-Йорке в компании по связям с общественностью. Когда она видит на первой странице газеты заголовок о смерти миллионера Карлтона Хэммонда, который был клиентом её фирмы, она посылает ему букет цветов с карточкой о «многих счастливых часах», которые они «провели вместе». Открытку читает вдова Хэммонда, Эвелин (Фрида Инескорт), которая затем видит Розалинд на траурной церемонии в церкви. После завершения похорон немолодая и хромая Эвелин, которая может передвигаться только с тростью, приглашает Розалинд в свой дом. Решив, что Розалинд была любовницей Карлтона, Эвелин дарит ей чек на 100 тысяч долларов в знак признания того, что в течение многих лет Розалинд дарила её мужу счастье, которое не могла дать ему она. Как говорит Эвелин, она должна была умереть раньше мужа, и тогда Карлтон наверняка бы женился на Розалинд, и всё его наследство принадлежало бы ей. Однако он умер скоропостижно, не оставив даже завещания, и потому Эвелин, как она считает, делает то, что хотел бы Карлтон. Розалинд поначалу пытается протестовать и вежливо отказывается от денег, но затем меняет своё мнение и принимает чек.
На работе она рассказывает о случившемся коллеге Уэйду Эвансу (Закари Скотт), который советует ей вернуть чек. Однако Розалинд непреклонна, заявляя, что для неё это возможность подняться в жизни на новый уровень. Она тут же увольняется с работы и приглашает Уэйда в ресторан, чтобы отметить это событие. В ресторане они знакомятся с владельцем игрального клуба на Багамских островах Сирилом Мейсом (Курт Казнар), который уговаривает их инвестировать средства в его элитный частный клуб. Узнав, что отдыхать в клуб приезжают самые известные американские семьи, Розалинд тут же решает поехать вместе с Уэйдом на Багамы, чтобы изучить клуб на месте. На Багамах Сирил устраивает Розалинд и Уэйду экскурсию по острову, показывая казино и частный клуб, а также знакомит с живущим в домике на побережье моряком Келли Рэндом (Джеймс Арнесс). Келли возит богатых клиентов клуба на рыбалку, а также выступает с религиозными проповедями перед местными жителями. Увидев среди клиентов Келли фотографию знакомого мужчины, Розалинд окончательно принимает решение инвестировать средства в клуб. Она сообщает Сирилу, что вложит 75 тысяч от своего имени, чтобы стать хозяйкой клуба, и ещё 20 тысяч вложит за Уэйда, который будет отвечать за связи с общественностью. Вскоре Сирил встречается со своими тайными кубинскими партнёрами, группой мафиозных дельцов во главе с Гасом (Лестер Мэтьюз), которым сообщает, что привлёк двух американских инвесторов, однако американцы об участии кубинцев в деле не узнают. Тем временем Розалинд направляется с Келли на рыбалку, вылавливая огромного марлина. В восхищении от улова Келли в порыве чувств страстно целует Розалинд. Полюбоваться на огромную рыбу на пирс приходят некоторые члены клуба, среди них Даг Дюрэй (Говард Дафф). Когда он спрашивает у Розалинд, не мог ли он видеть её в Нассау в прошлом году, она смущается и тут же уходит. Вернувшись в клуб, Розалинд рассказывает Уэйду, что когда ей было 15 лет и её звали Линда Д’Арси, они с Дагом были влюблены друг в друга. Однако она была из простой семьи, а он происходил из аристократического виргинского рода. Семья Дага была против их отношений, и в итоге они вынуждены были расстаться. По словам Розалинд, она до сих пор любит Дага, и специально купила долю в клубе, так как предполагала, что он сюда приедет. Розалинд уверена в том, что он снова полюбит её.
Очень быстро клуб становится успешным среди американских богачей во многом благодаря деятельности Розалинд в качестве его хозяйки, а также танцовщицы и певицы. Даг представляет Розалинд своей матери, Шармейн Дюрэй (Барбара О’Нил), а затем отводит её в сторону, говоря, что она именно та женщина, которую он ждал. После игры в казино у Шармейн случается сердечный приступ. Придя в себя, она приглашает к себе Розалинд, заявляя ей, что Даг — это единственное, что у неё осталось в жизни. Она хочет, чтобы он всегда был с ней и потому возражает против его женитьбы. Тем временем в баре Уэйд сообщает Дагу, что Розалинд — это в действительности Линда Д’Арси. Поражённый Даг находит Розалинд, и они счастливо обнимают и целуют друг друга. Несколько дней они неразлучны, что вызывает недовольство Сирила, которые напоминает Розалинд, что в клубе есть и другие уважаемые члены, которым следует уделять внимание. Розалинд и Даг приходят на проповедь Келли, которая производит на неё сильное впечатление. Даг приглашает Розалинд в свой домик на Рождество, не обращая внимания на её возражения, что Шармейн это не понравится. Накануне Рождества Сирил дарит ей дорогое ожерелье и пытается её поцеловать, однако она отталкивает его. Сирил не советует Розалинд идти на Рождество к Дагу, так как, по его мнению, светское общество, которое там соберётся очень скучное. Келли везёт Розалинд к домику Дага, по дороге советуя ей держаться подальше от клуба и от Сирила, которого называет плохим человеком. Тем временем Даг сообщает матери, что Розалинд — это на самом деле Линда, и он по-прежнему любит её, что приводит Шармейн в ужас. Во время рождественской вечеринки Даг публично объявляет о помолвке с Розалинд, после чего Шармейн чуть было не теряет сознание, но всё-таки находит в себе силы поздравить сына и Розалинд.
В клуб приезжает Эвелин Хэммонд, которая, как сообщает Даг, является его крёстной. Увидев в клубе Розалинд, Эвелин выражает желание с ней немедленно поговорить наедине. Эвелин возмущена тем, что Розалинд купила на деньги её мужа клуб, и теперь охотится на Дага. На это Розалинд отвечает, что семья Дюрэй задолжала ей ещё с тех пор, когда разлучила её с Дагом, когда она была юна и беременна, и теперь она сделает всё, чтобы добиться своего. Эвелин угрожает рассказать Дагу, что Розалинд была любовницей Карлтона, однако её это не пугает, так она уверена в том, что теперь Даг выберет её. Эвелин рассказывает об этом разговоре Шармейн, обещая рассказать обо всём и Дагу. Тем временем Розалинд с рождественскими подарками приходит к Келли, который также дарит ей подарок и целует. Она сообщает о своей помолвке, что Келли воспринимает положительно, полагая, что в случае брака Розалинд уйдёт из клуба. Когда Розалинд возвращается в свой номер, её там ожидает Шармейн, которая просит объяснить, что связывало её и Карлтона. Когда Розалинд отвечает, что он был лишь клиентом её фирмы, Шармейн признаётся, что она и Карлтон на протяжении десяти лет были любовниками, и что он не женился на ней только потому, что не мог бросить Эвелин. Шармейн берёт с Розалинд слово, что та не расскажет Дагу о её романе с Карлтоном, после чего у неё случается очередной сердечный приступ. Розалинд быстро вызывает доктора, но Шармейн умирает ещё до его появления. Эвелин пытается рассказать Дагу об отношениях Розалинд с Карлтоном, однако он не слушает её и направляется к своей невесте. Розалинд сообщает ему, что во время последнего разговора Шармейн переживала по поводу того, что Розалинд якобы была любовницей Карлтона и даже получила за это деньги от Эвелин. При этом Розалинд подчёркивает, что была любовницей Карлтона она не была, однако не говорит ему, что этой любовницей была Шармейн. Не довольный тем, что Розалинд что-то скрывает от него, Даг уходит. Эвелин начинает распространять слухи о Розалинд и о смерти Шармейн, после чего некоторые уважаемые клиенты покидают клуб. Вместо того, чтобы пойти на похороны Шармейн, Розалинд приходит в домик Келли и напивается. Когда Келли возвращается с похорон, он укладывает пьяную Розалинд в постель. Придя в себя, Розалинд возвращается в свой номер, откуда звонит Дагу, который после долгого разговора с Эвелин пришёл к заключению, что Розалинд была любовницей Карлтона. Даг требует от Розалинд либо подтвердить утверждения Эвелин, либо назвать имя любовницы. Однако Розалинд, верная данному Шармейн слову, не даёт определённого ответа, оставляя Дага в замешательстве. Чувствуя, что Даг ей больше не верит, Розалинд отсылает ему обратно обручальное кольцо.
Тем временем кубинские партнёры Сирила, узнав о больших финансовых потерях клуба в последнее время, прибывают на своей яхте к клубу, вызывая Розалинд на переговоры в офис Сирила. Поначалу она удивлена тому, что у клуба есть и другие владельцы, которые к тому же предлагают ей забрать свои деньги и выйти из дела. Однако затем Розалинд берёт ситуацию в свои руки, и объясняет, что ту популярность, которую она обеспечила клубу, они не купят ни за какие деньги. Обещая миллионные прибыли в ближайшем будущем, она предлагает заключить с ней письменный контракт, по которому она будет получать повышенную зарплату и долю от доходов казино. Гас и его люди решают обсудить предложение Розалинд, выпроваживая её и Сирила за двери. Поражённый смелостью Розалинд, Сирил предлагает ей соблазнять богатых клиентов, после чего он будет шантажом получать с них деньги. Затем он снова лезет целоваться, однако Розалинд отбивается от него. Появляется Уэйд, который отталкивает Сирила, однако тот бьёт его в ответ. Уайд падает и ударяется головой о каменный бордюр. Умирая, он говорит Розалинд, что только что обнаружил у Сирила две бухгалтерские книги, с помощью которых он обманывал обоих своих партнёров. Узнав об этом, гангстеры возвращают Сирила в кабинет, где он обещает вернуть их деньги. Открыв сейф, он достаёт сигнальную ракетницу, стреляя ей в окно, чтобы вызывать помощь Береговой охраны. Недолго думая, бандиты убивают Сирила и убегают на яхту, прихватив Розалинд с собой. Им преграждает путь Келли, который пытается вступиться за Розалинд, однако получает удар по голове и теряет сознание. Бандиты доставляют обоих на яхту, запирая их в трюме. Яхта отплывает на Кубу, и Гас отдаёт указание выбросить Розалинд и Келли за борт, когда они выйдут в открытое море. Тем временем, увидев сигнальную ракету, корабль Береговой охраны осматривает с моря территорию клуба. Заметив яхту без огней и опознавательных знаков, которая делает попытку скрыться за островом, корабль Береговой охраны делает несколько предупредительных выстрелов, однако яхта на них не реагирует. Тем временем Келли удаётся выбраться из трюма и, проникнув в машинное отделение, нарушить работу двигателя, что не даёт яхте возможность набрать полный ход. Сосредоточив своё внимание на корабле Береговой охраны, гангстеры не замечают, как Келли и Розалинд выбираются на палубу и ныряют за борт, доплывая до своего острова. В этот момент корабль Береговой охраны открывает огонь прямо по яхте, и после точного попадания яхта взрывается. Розалинд и Келли обнимают друг друга на берегу, и она говорит ему, что будет счастлива остаться на острове вместе с ним.

## В ролях
- Ивонн Де Карло — Розалинд Ди / Линда Д’Арси
- Говард Дафф — Даг Дюрэй
- Закари Скотт — Уэйд Эванс
- Курт Казнар — Сирил Мейс
- Барбара О’Нил — Шармейн Дюрэй
- Джеймс Арнесс — Келли Рэнд
- Фрида Инескорт — Эвелин Хэммонд
- Лестер Мэтьюз — Гас
- Дональд Кёртис — Джонни
- Ник Стюарт — Ник

## Создатели фильма и исполнители главных ролей
Свою режиссёрскую карьеру, охватившую период с 1921 по 1963 год, Эдвард Людвиг поставил 40 художественных фильмов, среди них «Последний гангстер» (1937) с Эдвардом Г. Робинсоном, три фильма с Джоном Уэйном — «На линии огня» (1944), «Найти „Красную ведьму“» (1948) и «Большой Джим Маклэйн» (1952), а также фильм ужасов «Чёрный скорпион» (1957).
Ивонн Де Карло сыграла заметные роли в фильмах нуар «Грубая сила» (1947) и «Крест-накрест» (1949), библейской саге «Десять заповедей» (1956), драме «Смерть негодяя» (1956), исторической мелодраме «Банда ангелов» (1957), а в также хоррор-комедии «Монстры, идите домой» (1966).
Говард Дафф известен по многочисленным ролям в фильмах нуар, среди которых «Обнажённый город» (1948), «Все мои сыновья» (1948), «Джонни-стукач» (1949), «Вымогательство» (1950), «Женщина в бегах» (1950), «Личный ад 36» (1954) и «Пока город спит» (1956). Закари Скотт также сыграл немало ролей в популярных фильмах нуар, таких как «Маска Димитриоса» (1944), «Милдред Пирс» (1945), «Безжалостный» (1948), «Улица фламинго» (1949), «Тень на стене» (1950) и многих других.

## История создания фильма
Согласно информации «Голливуд репортер» от марта 1954 года, в основу фильма был положен неопубликованный роман «Бунтарский остров» Адель Командини (англ.  Adele Comandini), которая в экранных титрах указана как автор истории. Рабочими названиями фильма были «Бунтарский остров» (англ. Rebel Island) и «Иностранное приключение» (англ. A Foreign Adventure).
Фильм снимался на натуре на Багамских островах в январе-марта 1955 года. Фильм вышел в прокат 6 января 1956 года.

## Оценка фильма критикой
После выхода картины на экраны обозреватель «Нью-Йорк таймс» отметил, что её «пламенем» является Ивонн Де Карло, которая «метает искры в направлении Говарда Даффа, Закари Скотта, Курта Казнара и Джеймса Арнесса». Отметив, что фильм сделан на Багамах, рецензент далее замечает, что оператор смог «передать красоту островов и красоту мисс Де Карло». Однако, как далее пишет критик, «мы можем понять это, но не сам фильм», который полон совершенно неправдоподобных сцен. Так, «с самого начала нам предлагают поверить в то, что после смерти миллионера его вдова приглашает к себе его предполагаемую любовницу (Де Карло), благодаря её за то, что та сделала её мужа счастливым и в качестве знака признания дарит ей чек на 100 тысяч долларов». Не особенно охотно приняв чек, Де Карло тем не менее «тут же инвестирует почти все полученные деньги в шикарный частный клуб на Багамах по предложению весьма подозрительного дельца, с которым она только что познакомилась в ресторане. На острове судьба сводит её с рыбаком, исправившимся пьяницей и проповедником (Арнесс), а также со своим былым возлюбленным (Дафф), которого она не видела 14 лет, но всё ещё любит его. С Арнессом она отправляется на рыбалку, где зрителя пытаются убедить в том, что мисс Де Карло вылавливает 70-килограммового марлина». Всё это, как считает рецензент, крайне неубедительно. Далее критик обращает внимание на уровень диалогов в фильме. В частности, «у мистера Даффа, который завёл роман с Де Карло, когда ей было 15 лет, есть несколько потрясающе оригинальных фраз, таких как „Это было так давно“ и „Нам так много нужно сказать друг другу, так много объяснить“». По мнению критика, «этого достаточно», чтобы оценить уровень фильма.
Современный кинокритик Хэл Эриксон выделил в картине Ивонн Де Карло в её «самом загорело-экзотическом образе в этом „особом“ для студии Republic фильме, который снимался на натуре на Багамах».